# 쓰리 투 탱고
《쓰리 투 탱고》(영어: Three to Tango)는 미국에서 제작된 데이먼 샌토스터파노 감독의 1999년 로맨틱 코미디 영화이다. 매슈 페리, 네브 캠벨, 딜런 맥더멋, 올리버 플랫 등이 출연하였고, 로버트 F. 뉴마이어 등이 제작에 참여하였다.

## 출연
- 매슈 페리
- 네브 캠벨
- 딜런 맥더멋
- 올리버 플랫
- 실크 코자트
- 존 C. 맥긴리
- 밥 밸러밴
- 데버라 러시
- 켈리 로언
- 릭 고메즈
- 데이비드 램지
- 어나이스 그러노프스키

## 기타 제작진
- 공동 제작: 존 M. 에커트, 케리 셀리그
- 협력 제작: 수전 E. 노빅
- 배역: 매리언 도허티
- 미술: 데이비드 니컬스
- 의상: 비키 그레이프